# 리버틴
《리버틴》(The Libertine)은 영국에서 제작된 로렌스 던모어 감독의 2004년 드라마 영화이다. 조니 뎁 등이 주연으로 출연하였고 존 말코비치 등이 제작에 참여하였다.
이 영화는 맨섬과 웨일스에서 촬영되었다. 애더버리의 로체스터의 집은 서머셋(Somerset) Montacute의 Montacute House에서 촬영되었다.

## 출연

### 주연
- 조니 뎁
- 사만다 모튼

### 조연
- 존 말코비치
- 폴 리터
- 스탠리 타운젠드
- 프란체스카 애니스
- 로자먼드 파이크
- 조니 베가스
- 리처드 코일
- 휴 색스
- 톰 버크
- 루퍼트 프렌드
- 잭 데이븐포트
- 트루디 잭슨
- 프레디 존스
- 로버트 윌포트
- 제이크 커랜
- 폴 차히디
- 모건 월터스
- TP 맥케나

## 기타
- 원작자: 스티븐 제프리스
- Line PD: 메이리 벳
- 미술: 벤 밴 오스
- 배역: 루시 베반
- 배역: 메리 셀웨이